# Rubus schottii
Rubus schottii är en rosväxtart som beskrevs av Johann Baptist Emanuel Pohl och Wilhelm Olbers Focke. Rubus schottii ingår i släktet rubusar, och familjen rosväxter. Utöver nominatformen finns också underarten R. s. pohlianus.